# Republic (Pensilvania)
Republic es un lugar designado por el censo ubicado en el condado de Fayette en el estado estadounidense de Pensilvania. En el año 2000 tenía una población de 1,396 habitantes y una densidad poblacional de 729 personas por km².

## Geografía
Republic se encuentra ubicado en las coordenadas 39°57′56″N 79°52′41″O / 39.96556, -79.87806.

## Demografía
Según la Oficina del Censo en 2000 los ingresos medios por hogar en la localidad eran de $20,598 y los ingresos medios por familia eran $26,411. Los hombres tenían unos ingresos medios de $37,813 frente a los $19,653 para las mujeres. La renta per cápita para la localidad era de $14,201. Alrededor del 22.9% de la población estaba por debajo del umbral de pobreza.